# Улица Шевченко (Чернигов)
Улица Шевченко (укр. Вулиця Шевченка) — улица в Деснянском и Новозаводском (незначительный по длине участок) районах города Чернигова, исторически сложившаяся местность (район) Предградье, Красный мост, Застриженье, Бобровицкая Слобода, Бобровица; одна из главных транспортных артерий города. Третья по длине улица города, уступая проспекту Мира и Кольцевой улице. Пролегает от улицы Княжая (Кирпоноса) до административной границы города, сменяется автодорогой «Р-12».
Примыкают проспект Мира, улицы Борисоглебская (Серёжникова), Мстиславская, Гончая, Василия Тарновского (Пушкина), Олега Михнюка, Оборонцев Чернигова (Александра Молодчего), Владимира Ивасюка (Менделеева), Милорадовичей, Троллейбусная (Павлова), Земская, Блакитного, Отдыха, Евгения Калиты (Некрасова), Политехническая (Федоровского), Образования, проспект Левка Лукьяненко (улица Рокоссовского), Кистяковских, Владимира Коваленко (Генерала Пухова), Василия Дунина-Борковского, Кольцевая, переулок Шевченко, Григория Верёвки, Механизаторов, Дмитрия Бортнянского, Кривоноса, Братьев Гарам, 2-я радиозаводская, Ивана Выговского (Малиновского), Овражный переулок, Менская (Шмидта), Кленовая, Песчаная, Седневская (Нины Сагайдак), Луговая, Седневский переулок (Нины Сагайдак).

## История
Современная улица состоит из трёх исторических улиц Богоявленской, Московской и Смоленской, проложенных согласно плану города 1803 года, где пролегал путь на Седнев, Новгород-Северский и Глухов. Богоявленская улица пролегала от Красной площади до Красного моста, далее до современной улицы Александра Молодчего — Московская, затем — Смоленская.
На перекрестке с Петербургской улицей (сейчас Александра Молодчего) в конце XVIII века была основана усадьба Лизогубов, а напротив неё в 1896 году на Смоленской улице сооружен дом гражданского губернатора (сейчас Черниговский дом офицеров), на другом углу до 1960-х годов стояла Вознесенская церковь (1870-1874).
Московская улица была переименована на улицу Свердлова — в честь российского революционера, советского политического и государственного деятеля Якова Михайловича Свердлова — и так называлась до 1955 года, когда две другие улицы Селюка и Лассаля были объединены в единую улицу Свердлова.
В 1955 году улица Революции переименована на Советскую улицу. 
С размещением в Чернигове новых промышленных предприятий после 1955 года разрабатывались проекты новых жилых массивов. Одним из таких стал квартал № 21 — на восточной берегу реки Стрижень на территории Предградья южнее улицы Шевченко. В 1958 году в микрорайоне № 1 центральной части города было построено здание музыкальной школы (дом № 23) по типовому проекту архитектора И. Каракиса. Главные фасад школы украшают керамические рельефные вставки (автор Н. Гаркуша).
С объединением улиц Т. Г. Шевченко и Максима Горького в единую улицу Ленина, были переименованы две другие улица имени В. И. Ленина на улица Максима Горького и Советская улица на улица Шевченко. В 1961 году улица получила современное название — в честь украинского поэта Тараса Григорьевича Шевченко.
5 ноября 1964 года улица стала участком одного из трёх первых троллейбусных маршрутов города, связав Бобровицу и вокзал.
15 июня 1966 года улица (между улицами Пушкина и Рокоссовского) стала участком нового троллейбусного маршрута № 8, связав ПО «Химволокно» с Бобровицким жилмассивом.
После вхождения в черту города Чернигова села Коты в декабре 1973 года, появилась ещё одна улица Шевченко, которая в апреле 1974 года была переименована на улицу Тычины.
В 1980-е годы улица (после примыкания улицы Рокоссовского и до центра экстренной медицинской помощи) стала участком нового троллейбусного маршрута № 10, 19 декабря 2016 года тот же участок стал частью маршрута № 11.
После вхождения в черту города Чернигова села Александровка 8 июля 1999 года, появилась ещё одна улица Шевченко, которая 12 ноября 2002 года была переименована на улицу Григоренко.
В 2021 году участок улицы между улицами Братьев Гарам и Овражным переулком реконструируется со строительством кольцевой развязки при примыкании улицы Малиновского.

## Застройка
Улица пролегает в северо-восточном направлении, делает плавные повороты, связывает центральную Красную площадь города с северо-восточными периферийными районом Бобровицей и Бобровицким жилым массивом. Часть улицы (между улицами Просвещения и Григория Верёвки) расположено в пойме реки Десна, другая часть (между улицами Пушкина и Александра Молодчего) — пойме реки Стрижень.
Начало улицы парная сторона занята сквером имени Н. Н. Попудренко и сквером имени Богдана Хмельницкого, также расположены областной музыкально-драматический театр и Пятницкая церковь; непарная сторона — малоэтажной (4-этажные дома) и многоэтажной (5-этажные дома) жилой и нежилой (административные 3-4-этажные здания) застройкой. Улица Шевченко с проспектом Мира и улицами Магистратская и Гетмана Полуботка образовывает Красную площадь, где бульварная часть проспекта Мира занята Аллей Героев. Между улицами Мстиславская и Пушкина улица занята малоэтажной (2-3-4-этажные дома) и многоэтажной (5-этажные дома) жилой застройкой, частично усадебной (один дом). На перекрестке улиц Шевченко и Серёжникова панорама на комплекс памятников архитектуры Детинца.
После примыкания улицы Пушкина по одну сторону расположен Бульвар реки Стрижень, по другую — городской лесопарк Марьина роща, затем улица пересекает реку Стрижень по Красному мосту.
После пересечения реки Стрижень. Участок между улицами Олега Михнюка и Александра Молодчего занят малоэтажной (4-этажные дома) и многоэтажной (5-этажные дома) жилой и нежилой (административные 2-3-4-этажные здания) застройкой.
После примыкания улицы Александра Молодчего. Непарная сторона занята специальными территориями (военная часть), центральным парком, стадионом, усадебной застройкой, технологическим университетом, комплексом гостиниц («Профсоюзная», «Придеснянская»), специальными территориями, усадебной застройкой и лесополосой вдоль берега реки Десна, которая здесь делает крутой поворот. Парная сторона до примыкания улицы Образования занята преимущественно усадебной застройкой, частично многоэтажной жилой (10-14-этажные дома), затем до и после улицы Рокоссовского располагаются кварталы многоэтажной жилой застройки Бобровицкого жилмассива. До улицы Кистяковских расположен комплекс Черниговской районной больницы и административные здания, сменяются усадебной застройкой. На углу с улицей Григория Верёвки парной стороны расположены учреждения обслуживания, напротив Бобровицкое кладбище (бывшее сельское).
Далее улица занята только усадебной застройкой.
|                                                                          |                                                  |                                                                 |                              |
| в направлении улицы Пушкина — вид со стороны перекрестка с Гончей улицей | улица пересекает реку Стрижень по Красному мосту | в направлении улицы Рокоссовского — справа Горсад и Стадион     | стадион имени Ю. А. Гагарина |
|                                                                          |                                                  |                                                                 |                              |
| Национальный университет «Черниговская политехника»                      | Черниговская центральная районная больница       | Центр для потерпевших от последствий аварии на ЧАЭС и ветеранов | улица на Бобровице           |

Учреждения:
1. дом № 2/23 — Черниговский областной музыкально-драматический театр имени Т. Шевченко
2. дом № 5 — Федерация профсоюзных организаций Черниговской области
3. дом № 6 — Черниговский профессиональный музыкальный колледж имени Л. Н. Ревуцкого
4. дом № 7/18 — Черниговская областная государственная администрация
5. дом № 13 — Черниговский отдел полиции Главного управления Национальной полиции в Черниговской области
6. дом № 22/13 — отделение связи «Укрпочта» № 13
7. дом № 23 — Музыкальная школа № 1
8. дом № 26 — Паспортное отделение Деснянского района
9. дом № 28 — Управление СБУ в Черниговской области
10. дом № 34 — Управление образования и науки Черниговской областной государственной администрации
11. дом № 48 — Черниговский районный совет
12. дом № 50 — КП «Черниговское троллейбусное управление»
13. дом № 51 — Управление ДМС в Черниговской области
14. дом № 54 — Черниговская областная библиотека для юношества; ранее Черниговской областной учебно-методический центр культуры и искусств
15. дом № 55 А — Черниговский военно-исторический музей
16. дом № 59 — летний театр
17. дом № 61 — Государственное предприятие "Олимпийский учебно-спортивный центр «Чернигов»
18. дом № 63 — Черниговская областная библиотека для юношества
19. дом № 95 — Черниговский национальный технологический университет
20. дом № 97 — Институт сельскохозяйственной микробиологии и агропромышленного производства НААН и его библиотека
21. дом № 105 — военная часть А2995[10]
22. дом № 105 А — гостиница «Профсоюзная»
23. дом № 107 — военная часть А2093[11]: Черниговский зональный отдел военной службы правопорядка
24. дом № 114 — Черниговская центральная районная больница (комплекс зданий)
25. дом № 116 А — Центр по отбору и проведению аттестации полицейских, Управление превентивной деятельности ГУНП в Черниговской области. Черниговский районный отдел Миграционной службы Украины
26. дом № 118 — Центральный, Деснянский и Новозаводской отделы Государственной исполнительной службы в городе Чернигове. Первая Черниговская государственная нотариальная контора.
27. дом № 160 — 2-этажное здание: «Областной центр экстренной медицинской помощи и медицины катастроф», и её станция экстренной скорой помощи. 6-этажное здание: «Отдельное структурное подразделение — Центр для потерпевших от последствий аварии на ЧАЭС и ветеранов» (подразделение «Черниговской областной больницы») — бывший Центр радиационной защиты
28. дом № 160 А — Областной учебно-производственный центр
29. дом № 162 — Главное управление пенсионного фонда Украины в Черниговской области: Сервисный центр. Инклюзивно-ресурсный центр Черниговского районного совета
30. дом № 162 А — Сектор регистрации сельскохозяйственной техники[12]; Сервисный центр МВД Украины
31. дом № 187 — школа № 23 — закрыта с 2020 года[13] и затем была снесена

|                                                                                            |                                  |                                                | |
| Здание драматического театра им. Т. Г. Шевченко                                            | Здание губернской земской управы | Здание окружного суда                          | Усадебный дом (№ 54)                                                                                  |
|                                                                                            |                                  |                                                | |
| Дом, где размещался Богунский полк и работал А. И. Родимцев — Дом гражданского губернатора | Дом В. В. Тарновского            | Усадебный дом (№ 97, Усадьба Григория Глебова) | Группа братских могил советских воинов, погибших при освобождении села Бобровица в сентябре 1943 года |

Памятники архитектуры и/или истории:
1. дом № 2/23 — Здание драматического театра им. Т. Г. Шевченко (1958) — архитектуры местного значения
2. дом № 7/18 — Здание губернской земской управы (конец XIX — начало XX веков) — архитектуры и истории местного значения
3. дом № 28 — Дом, где временно находилась власть Советской Украины — Здание окружного суда (1919) — истории местного значения
4. дом № 54 — Усадебный дом (конец 19 века) — архитектуры местного значения
5. дом № 57 — Здание, где размещался Богунский полк и работал А. И. Родимцев — истории местного значения. Дом гражданского губернатора — архитектуры местного значения (построен в 1896)
6. дом № 63 — Здание музея украинских древностей Тарновского (конец XIX века) — архитектуры местного значения
7. дом № 97 — Усадебный дом (усадьба Григория Глебова) (конец XIX — начало XX веков) — архитектуры местного значения
8. между домами № 109 Б и 115, на территории бывшего сельского (Бобровицкого) кладбища — группа братских могил советских воинов, погибших при освобождении села Бобровица в сентябре 1943 года (1943, 1957) — истории местного значения

Есть ряд значимых и рядовых исторических зданий, что не являются памятниками архитектуры или истории: 2-этажные дома № 12, 21, 23, 29, 30, 34, 48; 3-этажные дома № 3/11, 5, 4/7, 13; 4-этажные дома № 7/18, 9; усадебные дома № 8/20, 36/1, 38, 40, 50, 56, 58.
Мемориальные доски:
1. дом № 14 — Герою Советского Союза Виктору Андреевичу Башкирову — на доме, где жил
2. дом № 22/13 — в память погибших воинов-черниговцев в Афганистане 1979—1989 годы — комментарий старого именования улицы
3. дом № 22/13 — Герою Украины, защитнику независимости Украины Олегу Ивановичу Михнюку — комментарий нового именования улицы
4. дом № 28 — правительству советской Украины, которое находилось в Чернигове — демонтирована — на здании, где размещалось (30.08.1919 — 20.10.1919) (доска 1972 год) (сейчас управление СБУ)
5. дом № 37 — Герою Советского Союза Никите Игнатьевичу Туровцу — на доме, где жил
6. дом № 48 — первому представителю Президента Украины в Черниговском районе Полковниченко Александру — на здании Черниговского районного совета, где работал
7. дом № 53 Б — литературоведу Николаю Андреевичу Славятинскому — на здании где работал
8. дом № 57 — дважды Герою Советского Союза Александру Ильичу Родимцеву — на здании, где работал (доска мрамор, 1972 год)[15]
9. дом № 57 — штабу Богунского полка — демонтирована — на здании, где размещался (январь 1919) (доска 1972 год)
10. дом № 93 — участнику Вооруженного конфликта на Востоке Украины Будьку Александру — на здании школы (сейчас № 16), где учился
11. дом № 93 — воину-интернационалисту Брилю Александру — на здании школы (сейчас № 16), где учился
12. дом № 93 — воину-интернационалисту Матюшенко Валерию — на здании школы (сейчас № 16), где учился
13. дом № 97 — академику Украинской академии сельскохозяйственных наук Михаилу Васильевичу Рево — на здании, где работал